# Conferência das Nações Unidas sobre as Mudanças Climáticas de 2009
A Conferência das Nações Unidas sobre as Mudanças Climáticas de 2009, também chamada Conferência de Copenhague ou Cimeira de Copenhaga (oficialmente United Nations Climate Change Conference ou COP15) foi realizada entre os dias 7 e 18 de dezembro de 2009, em Copenhague, Dinamarca. Esta cimeira, organizada pelas Nações Unidas, reuniu os líderes mundiais para discutir como reagir às mudanças climáticas (aquecimento global) actuais. Foi a 15ª conferência realizada pela UNFCCC (Convenção-Quadro das Nações Unidas sobre Mudança do Clima) e a 5ª reunião das partes (MOP 5) para o Protocolo de Kyoto.
A conferência foi precedida por um congresso científico organizado pela Universidade de Copenhague intitulado Climate Change: Global Risks, Challenges and Decisions, realizado em Março de 2009.
192 nações foram representadas na conferência, tornando-a na maior conferência da ONU sobre mudanças climáticas.
A reunião foi presidida por Connie Hedegaard até ao dia 16 de Dezembro, quando resignou ao cargo, sendo substituída pelo primeiro-ministro dinamarquês Lars Loekke Rasmussen.
Foi considerada pela imprensa mundial como uma conferência um tanto polêmica e que não atingiu os planos de discussão almejados. O presidente Lula da Silva foi um dos destaques da conferência, sendo aplaudido quatro vezes durante seu longo discurso. Além disso o presidente brasileiro assumiu uma posição crítica na reunião e confessou sua irritação perante os temas debatidos.
Na sexta-feira dia 18 de dezembro, o último dia da conferência, a imprensa internacional informou que as negociações sobre o clima estavam "em desordem". Também relatou-se que, em vez de um colapso da cúpula, apenas uma "fraca declaração política" era antecipada na conclusão da conferência.
O Acordo de Copenhague foi redigido pelos Estados Unidos, China, Índia, Brasil e África do Sul no dia 18 de dezembro, e considerado um "acordo significativo" pelo governo dos Estados Unidos. Ele foi "notado", mas não "adotado", num debate de todos os países participantes no dia seguinte, e não foi aprovado por unanimidade. O documento reconhece que a mudança climática é um dos maiores desafios dos dias de hoje e que ações devem ser tomadas para manter o aumento de temperatura global para abaixo de 2 °C. O documento não é juridicamente vinculativo e não contém quaisquer compromissos juridicamente vinculativos para a redução de emissões de Co2.
Em janeiro de 2014, documentos vazados por Edward Snowden e publicado por Dagbladet Information, revelou que os negociadores do governo dos EUA recebiam informações durante a conferência que estavam sendo obtidas por espionagem contra outras delegações da conferência. A Agência de Segurança Nacional dos Estados Unidos forneceu delegados americanos com detalhes das posições e estratégias de outras delegações, incluindo o plano dinamarquês para "resgatar" as negociações caso parecer que pudesse fracassar. Os membros da equipe de negociação dinamarquês disse que tanto as delegações dos EUA quanto chinesa pareciam "particularmente bem informados" sobre as discussões feitas atrás de portas fechadas.  "Eles simplesmente sentaram pra trás tranquilos, assim como temíamos que seria se eles soubessem do nosso documento."

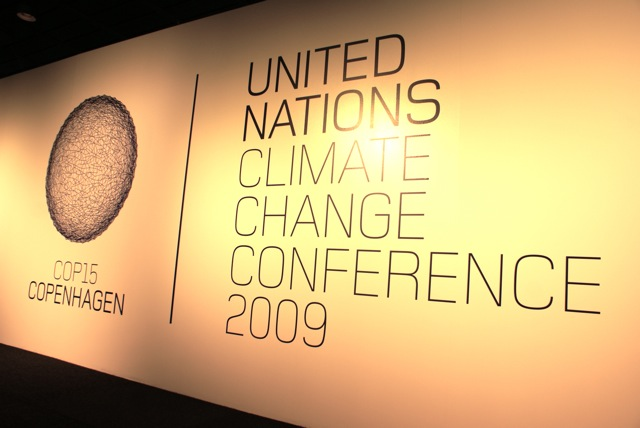
O logotipo oficial à entrada do Bella Center, em Copenhague.

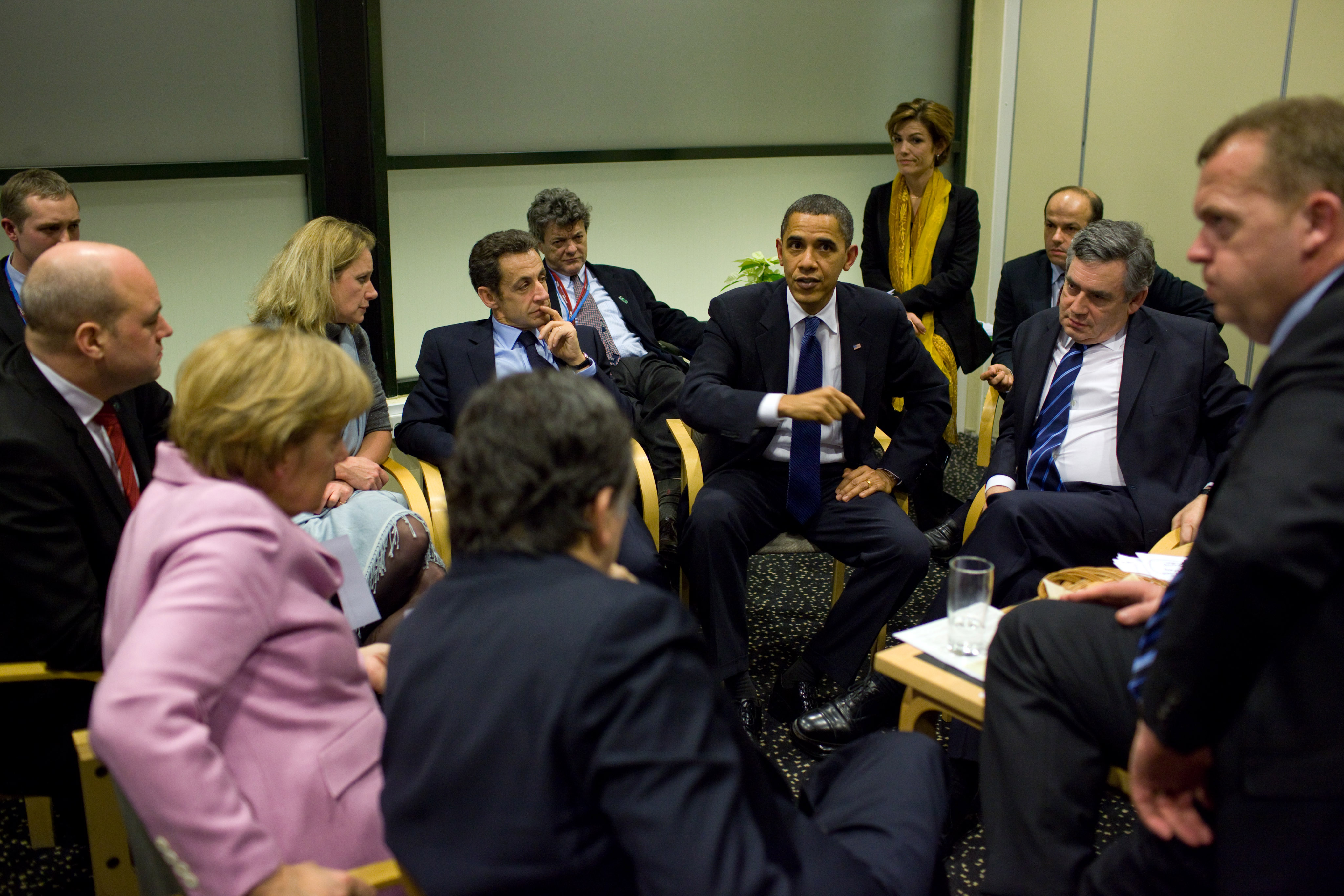
Barack Obama conversa com líderes europeus momentos antes da cimeira.

## Antecedentes

### Kyoto
A primeira foi uma tentativa de atingir um acordo formal para substituir o Protocolo de Kyoto que expira em 2012. Em causa esteve o limite máximo das emissões de dióxido de carbono de cada país.

### Bali
O evento ocorreu no ano de 2007, no qual foram debatidas ideias sobre o futuro do nosso planeta.

### Bona
Delegados de 183 países se reuniram em Bona, de 1 a 12 de junho de 2009. O objetivo foi debater os principais textos de negociação. Estes serviram de base para o acordo internacional sobre mudanças climáticas em Copenhague. Na conclusão do Grupo Ad Hoc do Protocolo de Kyoto o grupo de negociação ainda estava longe do alcance de redução de emissões que foi estabelecido pela ciência para evitar as piores devastações das alterações climáticas: um sinal de 25% a menos na redução de 40% abaixo dos níveis de 1990 até 2020. A AWG-KP ainda precisa decidir sobre a meta global de redução de emissões para os países industrializados, juntamente com metas individuais para cada país. Registraram-se progressos na obtenção de esclarecimentos sobre as questões de interesse para as partes, inclusive, essas preocupações no projeto de atualização do texto de negociação.

### Bangkok
A primeira parte da Sétima Sessão do AWG-LCA foi realizada em Banguecoque, na Tailândia, a partir de segunda-feira, 28 de setembro, no Centro de Conferências das Nações Unidas, Comissão Econômica e Social para a Ásia e o Pacífico, em Banguecoque, Tailândia.

### Barcelona
De 2 a 6 de Dezembro de 2009, realizou-se em Barcelona a última ronda de negociações antes da conferência de Dezembro. Parte das negociações foram boicotadas pelas nações africanas, que exigiam que a redução das emissões de dióxido de carbono para os países industrializados seja de 40% (o valor máximo proposto pelo IPCC).

## Redução de emissões de CO2
A comunidade científica defende que os países mais ricos devem reduzir as suas emissões de CO2 em 25 a 40%, até aos níveis emitidos em 1990, de modo a limitar as mudanças climáticas.
O Brasil anunciou a 11 de Novembro de 2009 que iria levar para Copenhaga uma proposta de reduzir as suas emissões em 40%, desafiando os países mais desenvolvidos a seguir o seu exemplo.

## Veículos elétricos
Durante a quinta Magdeburg Environmental Forum realizada em Magdeburgo, Alemanha de 3 a 4 de Julho de 2008, o Programa das Nações Unidas para o Meio Ambiente defendeu o estabelecimento de infraestruturas de suporte a veículos eléctricos.